# Arin luzien
Maillots
Dernière mise à jour : 11 octobre 2023.
L’Arin luzien (prononcé : [a.ʁin lyziɛ̃], soit "Arine" qui signifie léger, aérien en basque), est un club de football français fondé en 1909 et basé à Saint-Jean-de-Luz.
Les origines du club remontent à 1907, et le club est officiellement déclaré à la sous-préfecture de Bayonne le 21 septembre 1909. Comme de nombreux clubs de football en Pays basque, mais aussi dans les Pays de l'Adour, l'Arin luzien est à l'origine un patronage catholique omnisports.
Le club a été le porte-étendard du football  basque depuis sa fondation jusqu'aux années 1980. L'Arin totalise 7 victoires en Championnat de France de football des patronages (1920,1922,1923, 1943,1946,1947 et 1953). De nos jours, le club compte plus de 550 licenciés, soit le 12e rang en Nouvelle-Aquitaine.
L’Arin luzien dispute ses rencontres à domicile au stade de Kechiloa depuis 1962, d'une capacité de  3 500 places dont 2500 assises en tribune. 
Le club évolue pendant six saisons dans une division dite "nationale" en jouant en Division 4 de 1990 à 1992, et en CFA2 de 2000 à 2004.

## Histoire
Après deux années de semi-clandestinité, le club est déclaré à la sous-préfecture de Bayonne le 21 septembre 1909 sous le nom d'Arin Sporting Club luzien. Les fondateurs sont François Navaz, Jean Larre et Laurent Althabe. 
Le  patronage catholique est à l'origine omnisports, même si le football reste son activité principale. On y pratiquait le cyclisme, le tennis, la pelote, l'athlétisme, la gymnastique ou encore la musique. Peu à peu, ces activités ont disparu ou créé leurs propres associations.
Les précurseurs du football à Saint-Jean de Luz ont été P. Caresson, qui venait de terminer ses études à Manchester et Indart. Le terrain de jeu est alors celui de la prairie d'Aïce-Leku, sur les hauteurs de Sainte-Barbe. Les écuries de M. Bernoville faisaient office de vestiaires.
En 1911, l'Arin obtient son premier trophée, avec la victoire en finale face au FA Bourbaki de Pau au terrain du Herré devant 400 personnes à Salies-de-Béarn (buts de Pouchoulou et Lacarra, contre un de Péninou).
Le club paie un lourd tribut à la Première Guerre mondiale, mais repart de l'avant et gagne de trophées nationaux à partir de 1920, avec des victoires en championnat de France de football des patronages.
En 1920, la paroisse fait l'acquisition de Campos-Berri et y aménage un terrain de football, un fronton, un court de tennis, des salles de réception.
L'Arin s'installe à Gure Etxea en 1933
Le club est rebaptisé Arin luzien en 1935.
Au sortir de la Seconde Guerre mondiale, malgré les déportations et brimades de toutes sortes, le club remportait à nouveau un titre et accède à la Division d'Honneur de la Ligue du Sud-Ouest.
Charles Ducasse est le vainqueur du Concours du jeune footballeur (à égalité avec Jacques Grattarola) en 1948 et mène son équipe jusqu'à la finale du championnat de France de football des patronages face au Stade athlétique spinalien.
En 1981, l'Arin s'impose face à Angoulême au Stade Kechiloa, alors un club professionnel sur le score de 1 à 0, grâce à un but de Cigarroa.
Cinq ans plus tard, lors de la saison 1985-1986, l'Arin atteint les Trente-deuxièmes de finale de la Coupe de France.
Le club s'incline face au Stade Lavallois (D1), défaite 1 à 0 devant 7500 spectateurs à Parc des sports d'Aguiléra, à Biarritz.
En 1998, l'entraineur Pascal Plancque quitte précipitamment le club en cours de saison, afin de rejoindre les béarnais du Pau FC.
En 2002, l'Arin signe un partenariat avec l'Athletic Club.

## Personnalités du club

### Présidents
| Période     | Nom                   |
| ----------- | --------------------- |
| 1909        | Laurent Althabe       |
|             | Jean-Pierre Larregain |
|             | Bernard Josie         |
|             | André Lestrade        |
| ? - 1985    | Camille Dargains      |
| 1985-2002   | Bixente Badiola       |
| Depuis 2002 | Jean-Paul Oyhampé     |

### Entraîneurs
| Saisons     | Nom              |
| ----------- | ---------------- |
| 1909        |                  |
|             | Pierre Sarratia  |
|             |                  |
| 1994-1998   | Pascal Plancque  |
| 1999        | Henri Olazcuaga  |
|             | Marcel Luc       |
| 2008-2013   | Léon Grolleau    |
| 2013-2016   | Mark Bourdoulous |
| Depuis 2016 | Julien Milhères  |

Jean-Michel Larqué, le béarnais, est éducateur au club et organise ses stades à Saint-Jean-de-Luz depuis plus de 35 ans.
L'ancien entraineur Pierre Sarratia est désormais responsable de la formation du Club Nacional de Football.

### Joueurs emblématiques
Charles Ducasse est le premier joueur majeur formé à l'Arin. Vainqueur du Concours du jeune footballeur 1948 (à égalité avec Jacques Grattarola), il porte les maillots de la Real Sociedad et de l'Olympique de Marseille notamment.
Philippe Bergeroo est incontestablement le joueur le plus connu à avoir évolué à l'Arin. Natif de Ciboure, il est formé au club avant de rejoindre les  Girondins de Bordeaux, puis le Lille OSC et le Toulouse FC.
Bergeroo devient ensuite entraineur, étant notamment entraineur des gardiens de l'équipe de France jusqu'à 1998 et la victoire historique en Coupe du monde.
- Pascal Plancque
- Jean-Guy Astresse
- Roger et Georges Olazcuaga
- Rémi Dupérou
- Leiceaga

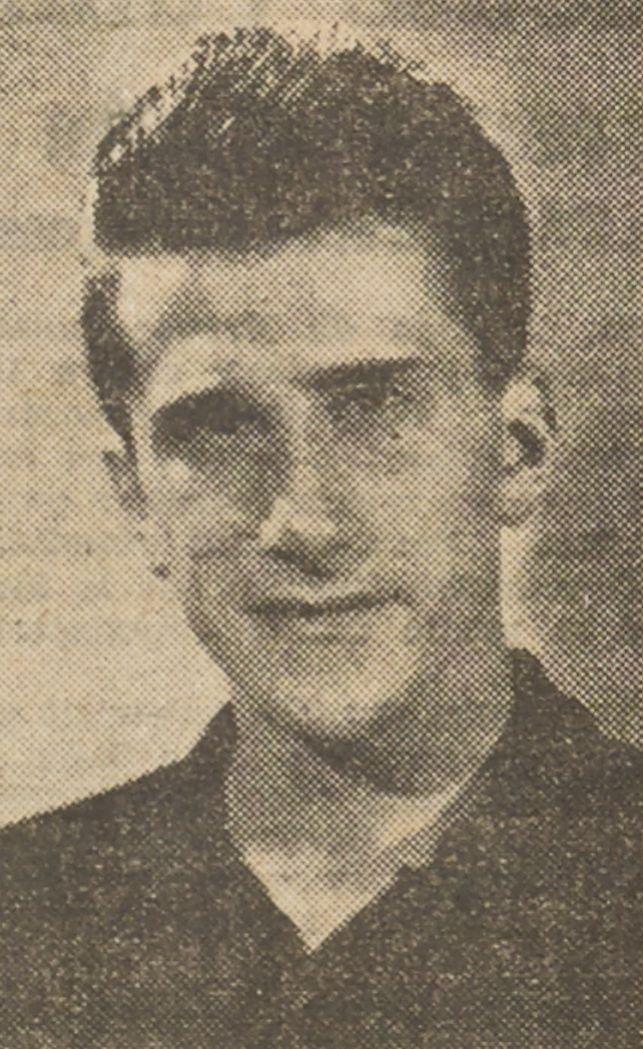
Charles Ducasse, sous le maillot de l'Arin luzien en 1949.
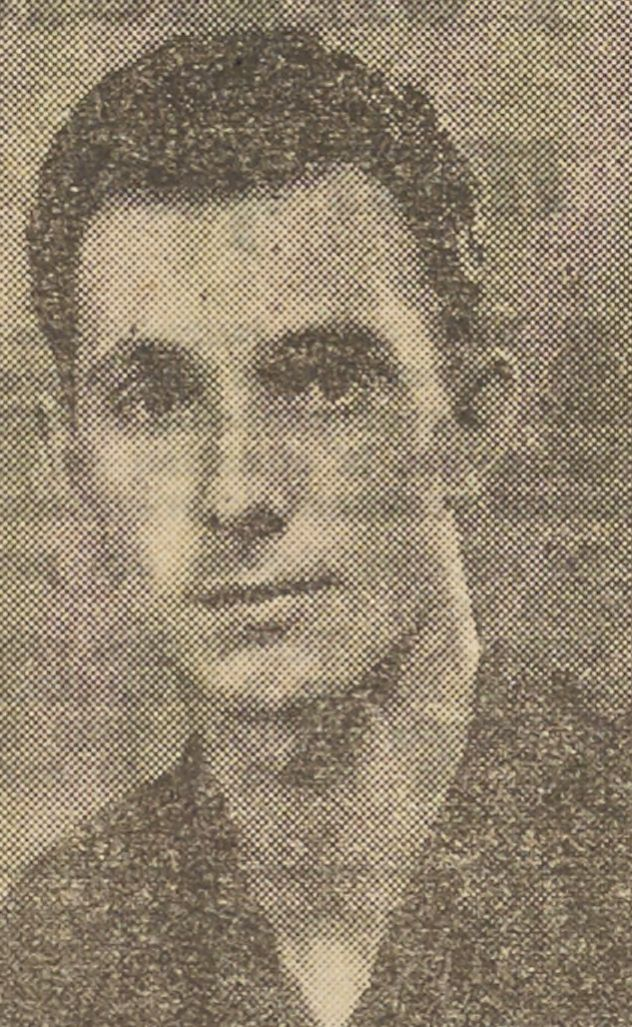
Guy Hiriart, sous le maillot de l'Arin luzien en 1949.
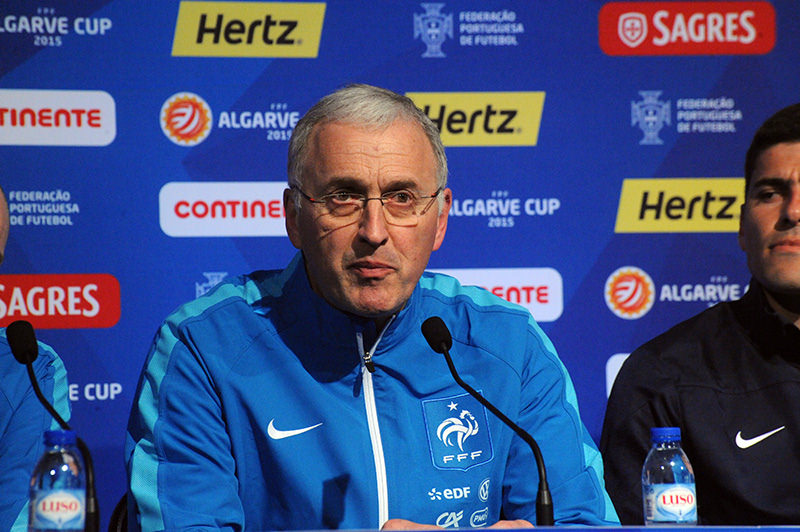
Philippe Bergeroo, formé à l'Arin.

## Structures du club

### Stade Kechiloa
En 1933, le club Saint-Jean-de-Luz olympique gravit les échelons des championnats de France, et abandonne ses installations du terrain de Layats afin de s'installer au Pavillon bleu. La mairie de Saint-Jean-de-Luz aménage ensuite des installations sportives afin de créer le Stade du Pavillon bleu, qui est alors l'un des plus grands de la côte basque et tire son nom du restaurant-garage Pavillon bleu existant à proximité.
En 1962, L'Arin luzien perd de son stade, le terrain étant requis pour la construction d'un Jaï-alaï. 
En contrepartie, un nouveau stade est construit à côté du stade est construit sur le site de la ferme Kechiloa, qui a donné son nom au quartier, puis au terrain de l’Arin luzien. 
À l’entrée du terrain de l’Arin luzien, une plaque « stade Kechiloa » atteste du nom de baptême du stade de football.

## Soutien et image

### Affluences record
L'affluence record du club de 7 500 spectateurs est établie au Parc des sports d'Aguiléra, à Biarritz en 32emes de finale de la Coupe de France[réf. nécessaire].

## Rivalités
L'Arin luzien entretient des rivalités régionales avec les clubs de football basques de l'Aviron bayonnais, des Genêts d'Anglet et de la Jeanne d'Arc de Biarritz.